# マコネー

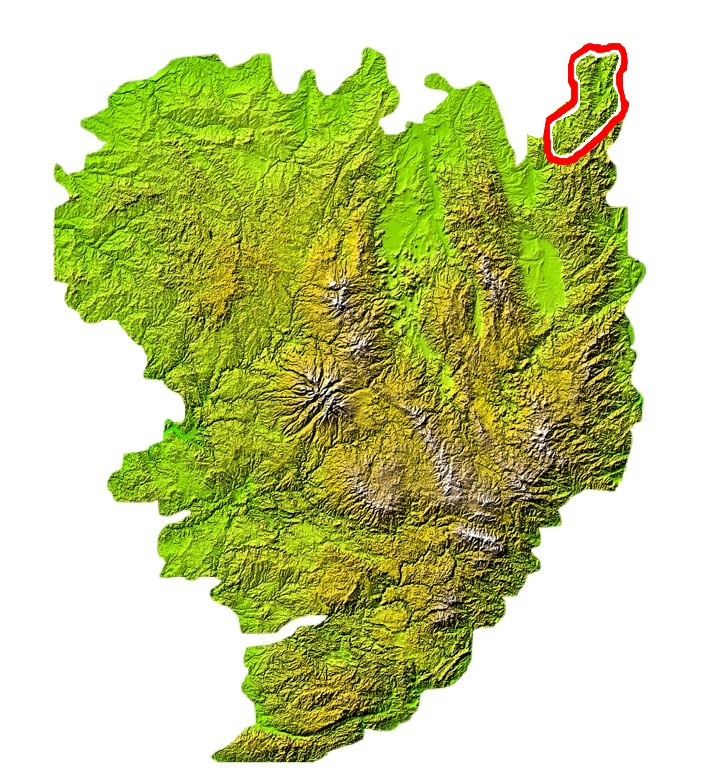
中央高地とマコネーの位置

マコネー （Mâconnais）は、現在のフランス、ソーヌ＝エ＝ロワール県に位置する、自然区分上の地方名。中央高地の東端にあたり、現在のマコネー郡とおおまかに重なる。主要コミューンはマコン、クリュニー、トゥルニュである。
マコネーは同名のマコネー・ワインで有名で、生産が盛んである。ボジョレーからトゥルニュまで広がるマコネー・ワインのブドウ畑は、ブルゴーニュワインの最南端の生産地であり、6500エーカーという最大の面積を持つ。